# 赵作海案
赵作海案是发生中国河南省商丘市柘城县老王集乡赵楼村的一宗謀殺冤案。2010年，案中「死者」重現人間，令該宗冤案轟動全國。

## 案件相关
1999年，河南省商丘市中级人民法院以故意杀人罪判处赵作海死刑，缓期二年执行。司法机关认定，赵作海将同村的赵振裳杀害并肢解尸体后投入井中。但在11年后，即2010年4月30日，赵振裳忽然回到赵楼村的老家。河南省高级人民法院于5月8日宣告赵作海无罪。因这起错案，赵作海已经在监狱中服刑10多年。5月10日此案检方承认公安机关审理期间存在刑讯逼供。“赵作海案”被舆论认为是“佘祥林案”的翻版。

## 案件后续
事后，商丘市政法委书记王建民向赵作海认错。涉嫌刑讯逼供的三名公安人员两人被刑事拘留，一个在逃。三名主审法官被停职；5月14日，赵作海获人民币50万国家赔偿和15万困难补助。

## 又深陷传销
2010年出狱后，赵作海夫妇又被骗去传销，交了两次加盟费14万元，到2011年仅一年时间就被传销骗去近20万国家赔偿。

## 离世
2025年3月23日，赵作海在河南商丘病逝，终年72岁，安葬于老家柘城县老王集镇赵楼村。